# Garysburg
Garysburg – miasto w Stanach Zjednoczonych, w stanie Karolina Północna, w hrabstwie Northampton.